# ナットランナー
ナットランナーとは、ナットを締め付ける際に利用する機具の事を指し、「ナット自動締結機」とも言われている工具の総称。ナットに限らず、ボルトやネジを締め付ける際に利用することもある。

## 機構

### 形式
ナットランナーは、締め付ける対象物（ボルト・ナット・ネジ）により、回転する先端部分がソケットであったり、ビットであったりする。一般的にソケットは1/4インチもしくは3/8インチのものが用いられ、ビットの場合は6.35mm六角や半月切り欠きのものが用いられる。
形状は、求める締め付け強度（トルクといい、Nmで表す）や、締め付け作業の状況により、手で持って作業をするハンドナットランナー3種と、設備に搭載するタイプのナットランナー1種がある。
通常は、ナットランナー本体・コントローラー・本体とコントローラーを結ぶケーブル（無線タイプの場合不要）で構成されている。

#### ストレートタイプ
電動スクリュードライバーのような形をしていて、手で持つ場所（グリップ部）、モーター軸、締め付け部先端（ビット・ソケット）が一直線になっていて、利き手でしっかりと握って使用する。トリガーがグリップ部にあるボタンもしくはレバー方式のものと、ビット先端を押すことで回転が始まるプッシュスタート方式のものがある。
主に7Nm以下の低トルク帯で使用されることが多い。

#### ピストルタイプ
ピストルのような形状をしていて、人指し指でトリガーを引くことでピストルの銃口に当たる先端についているビット・ソケット部が回転する。
主に片手で作業をすることが多い、12Nm以下の低トルク帯で使用されることが多いが、反力を受ける機構（反力バー・アーム）を用いることで、トラックなどの車輪組付けに必要な数百Nm程度まで対応可能なツールも存在する。

#### アングルタイプ
グリップ部とモーター軸まではストレートで、棒状になっているが、先端部にギアが入っていて、回転軸が90度変換されている。100Nm程度までの中トルク帯で使用されることが多いが、締め付け完了間際に感じられることが多い反力を抑えるため、右利きの場合はナットランナー先端部に左手を添え、根元を右手でホールドして作業を行う。
反力を受ける機構（反力バー）を用いることで、数百Nm程度という高トルク帯まで対応可能なツールも存在する。

#### フィクスチャータイプ
主に設備やロボットに搭載することが前提のナットランナーで、スピンドルと呼ばれることもある。通常はストレートタイプを基本にして、設備やロボットに搭載しやすいようにインターフェース部が工夫されている。
フィクスチャータイプでは、人間が手でもつ不安定さや反力の影響を排除できることから、低トルク帯から高トルク帯まで対応ができ、締め付け精度もハンドナットランナーに比べて高いものが多い。
エンジンケースやトランスミッションケースの締め付けなどでは、複数のボルトを同時に締め付けを行う必要があり、この場合にフィクスチャータイプのナットランナーを用いて多くのスピンドルを並べた設備を用い、各々のスピンドルの回転を同期させながら締め付けを行う工程もある。

### ナットランナーの駆動方式
駆動方式としては、従来は圧縮空気を利用したエアーモーター、もしくは近年では電動モーターの軸から減速ギアを経由してソケットへ伝達し、ネジを回転させる方法が一般的である。そして電動モーターで駆動するナットランナーを電動ナットランナーと称する。
トルクのかけ方としては、連続的にトルクを与えるダイレクト駆動（ダイレクトコントロール:DC）方式と、パルス状のトルクを与えながら締め付けるパルス方式がある。パルス方式は直動方式に比べて、締付完了段階における反力が少ないというメリットがある反面、正確なプログラム制御や締付トルクの判定が難しいデメリットがある。

### ナットランナーの制御
エアー駆動のタイプでは、規定トルクに達するとクラッチが外れて空転する、もしくはシャットオフバルブが機能して回転を止めることにより、規定トルクの締め付けを達成することが出来る。
電動ナットランナーにおいては、回転速度・角度・締付トルクをプログラム出来、状況にあわせて回転速度・トルクが自動で切り替わる機能を有するものもあり、例えば締め付ける時には高速回転で、最後は低速になって仕上げを行うといった作業を自動で行うことが出来る。

### ナットランナーのトルク測定および判定
通常締付トルクの測定には、駆動モーターの電流・電圧値より計算する方法、もしくはソケットと駆動モーターの間に内蔵されたひずみゲージ（ストレインゲージ、トランスデューサーとも言う。以下、トランスデューサーで統一。）の出力値を検出する方法がある。動作中に締付トルクの変遷（締め付け波形）または最終締付結果を記録する事ができるナットランナーもある。
いずれも締め付け直後にトルクおよび締め付け波形を基に工程の良し悪しを判定する。良い場合はOKというが、悪い場合はよく日本で使用されるNGではなくNOK（Not OK）が業界標準で使われている。
判定結果はコントローラーからデジタルI/Oでポカヨケコントローラーに信号が送られる場合や、CC-LinkやProfibusといったデバイスネット経由でラインコントロールへ送られる場合、またトレーサビリティに必要なデータはイーサネット経由でサーバーへ送られるという使い方をすることが多い。
一般的にはトランスデューサー内蔵ナットランナーのほうがトルク測定精度が高い。電流・電圧値により計算する方法のナットランナーの場合、データの信頼性を保障するためには日常的にトランスデューサー内蔵のトルクテスターで測定する必要がある。

### ナットランナーの精度
ナットランナーの精度は、一般的に締め付け時にボルトに加えられたトルクが、狙い値（設定値）に対してどの程度ばらついているのかを示すのが一般的である。締め付け精度は一般的に、締め付け時の軸にかかっているトルクのピーク値を、トランスデューサー内蔵の測定器を用いて測り、そのばらつきを求める。電動ナットランナーのダイレクト駆動方式の場合、締め付け精度は、ISO5393により規定されている。
パルス駆動方式では、回転エネルギーの伝達効率の予測が困難であり、トランスデューサーを用いて測定されたトルク値と、実際に軸に与えられたトルクとの差異・ばらつきが大きいため、トルク精度を規定する規格は存在しない。
一般的にエアー駆動のナットランナーおよびパルス式電動ナットランナーは精度は低く、トランスデューサー内蔵のダイレクト駆動式電動ナットランナーが最も精度が高い。

## ナットランナーの近年のトレンド
ナットランナーは自動車車体製造現場や自動車部品組み立て現場で用いられることが最も多く、その他にも航空宇宙産業やバイク・重機・建機組立、家電組立等、産業界の組立分野では幅広く使われている。
旧来の日本の製造現場では使い勝手の良さからエアー駆動もしくは電動パルス方式のピストル型ナットランナーが主流であり、これらで締め付けの後、特に品質を求められる重要保安部位（逆S、デルタSとも言われる事がある）では、クリックレンチ（トルクレンチ、QLとも呼ばれる）で再度締め付けトルクを測定して記録（有線もしくは無線でデータを残せるものもある）、OKの場合はナットにマーキングをするという煩雑かつ技量を求められる作業が行われることが多かった。
これに対し、近年では、ダイレクト駆動方式でトランスデューサーを内蔵した電動ナットランナーが欧米を中心に主流となってきている。これは、トランスデューサー内蔵のナットランナーを用いて締付時のトルク・角度の波形（変遷のグラフ）を測定し、変遷形状が許容値から外れているものを不良として判定（NOK)をする事により、従来のボルト締めで問題になっていたボルトの斜め締め、ワッシャー忘れ、スレッドのダメージ・焼き付きなどを自動的に判定することも可能になってきているからでもある。
上記機能を用いることで、旧来行われてきたクリックレンチやマーキング作業による締め付け保障の手間を排除した上で、品質マネジメントシステム規格であるIATF16949にて求められるトレーサビリティに対応して締付結果のデータを自動的にデータベースサーバーやクラウドに記録する機能を搭載するものも出てきている。
それに加えて、作業者のミスを製造ラインの下流に流出させないポカヨケ機構を搭載したものや、締め付け手順間違いを防ぐために、ナットランナーを位置検出アームに固定し連動させ、ネジ締め位置に応じてナットランナーの締付条件を自動的に切り替えたり、間違った手順での締付を防止する機能が搭載されているものもある。
また、最新のナットランナーでは、バッテリー駆動ながらBluetoothやWifiに対応して無線で制御・データ収集可能なものや、ナットランナー内部にGPSや加速度センサー・ジャイロセンサーを内蔵して位置の検出・本体の姿勢制御・手振れで生じるトルク補正が可能なナットランナーも出てきている。
近年のボルト・ネジ締結工程では、上記の機能を取り入れたナットランナーを使用することにより、技能が無い作業者でもプロフェッショナルな締め付け作業が行える上に、エルゴノミクス（人間工学）を取り入れることにより人間への負荷（体力・知力）を軽減しながら締め付けミスが出ない仕組みづくりが行われている。

## ナットランナーおよび締付機器の主なメーカー
- アトラスコプコ（スウェーデン） - ナットランナーや各種締付け関連ツール・品質管理システムの世界的リーダー。エアーツールから測定器、締結トレーサビリティシステムまですべての製品レンジを扱う
- エスティック（日本） - 電動ナットランナーで日本でのマーケットシェアが高い。
- 瓜生製作（日本）　　    - エアーオイルパルスレンチでマーケットシェアが高い。アメリカでAimcoと組んで電動ナットランナーに進出。
- 三洋機工（日本）　　    - 締め付け製造設備も含めて供給、北米にも進出。
- 第一電通（日本） 　　   - ハンドナットランナーやサーボプレスを扱う。
- 技研工業（日本） 　　   - パワートレイン組み立てに強み。
- コアテック（日本） 　   - 設備付けナットランナーに強み。
- 東日製作所（日本）　　- ナットランナーではないが、クリックレンチ（QLシリーズ）の国内トップメーカー。エアー駆動トルクレンチを扱う。
- 日本プララド（日本） 　   - ピストル型ナットランナー。主に大出力トルクに強み トルク200-12000Nm。
- TONE(トネ)（日本）　　- ナットランナーではないが、シンプルトルコンや電動パワーデジトルク、シヤーランナー、Ｕリブランナー等を扱う。
- Stanley Assembly Technologies（アメリカ）　　- 2013年時点で米Stanley Engineered Fastening社(旧Emhart Teknologies)の一事業部門となった。日本では同グループのポップリベット・ファスナー株式会社が取扱元となる。
- Desoutter（フランス）　- アトラスコプコグループに属しているが、別事業体。日本では不二空機が販売。
- Cleco（アメリカ）　　　- 日本ではKTCが代理店を行っている。
- Aimco（アメリカ）  　　- 日本では瓜生製作が代理店を行っている。
- Cooper（アメリカ）
- Ingersoll Rand（ドイツ）